# Mexicaanse dwergsalamanders
Mexicaanse dwergsalamanders (Thorius) zijn een geslacht van salamanders uit de familie longloze salamanders (Plethodontidae).
De groep werd voor het eerst wetenschappelijk beschreven door Edward Drinker Cope in 1869. Er zijn 29 soorten die endemisch zijn in Mexico.
Mexicaanse dwergsalamanders behoren tot de kleinste salamanders. De soort Thorius troglodytes wordt beschouwd als een van de grotere vertegenwoordigers en bereikt een lichaamslengte tot 2,5 centimeter inclusief staart. De kleinste soorten worden tot 17 mm lang, zoals Thorius arboreus.

## Soorten
Van alle bekende soorten is ruim de helft pas in de jaren negentig van de vorige eeuw wetenschappelijk beschreven. De soorten Thorius longicaudus, Thorius pinicola en Thorius tlaxiacus werden in 2016 voor het eerst wetenschappelijk beschreven. In oudere bronnen wordt daarom een lager soortenaantal vermeld.
Geslacht Thorius
- Soort Thorius adelos
- Soort Thorius arboreus
- Soort Thorius aureus
- Soort Thorius boreas
- Soort Thorius dubitus
- Soort Thorius grandis
- Soort Thorius hankeni
- Soort Thorius infernalis
- Soort Thorius insperatus
- Soort Thorius longicaudus
- Soort Thorius lunaris
- Soort Thorius macdougalli
- Soort Thorius magnipes
- Soort Thorius maxillabrochus
- Soort Thorius minutissimus
- Soort Thorius minydemus
- Soort Thorius munificus
- Soort Thorius narismagnus
- Soort Thorius narisovalis
- Soort Thorius omiltemi
- Soort Thorius papaloae
- Soort Thorius pennatulus
- Soort Thorius pinicola
- Soort Thorius pulmonaris
- Soort Thorius schmidti
- Soort Thorius smithi
- Soort Thorius spilogaster
- Soort Thorius tlaxiacus
- Soort Thorius troglodytes